# Idalguer
Idalguer —també Idalcario, Idelhero o Idalquero— fou bisbe de Vic entre el 902 i el 914 (dates aproximades). De la seva vida n'han tractat els historiadors Flórez, Villanueva i Masdeu.
Villanueva esmenta un document de l'Arxiu de la Catedral de Barcelona involucrat com a bisbe en una donació d'una casa cum sus quintana feta per un tal Esteve ad domum Sancti Petri in Vico […] in manus Idalquerio episcopo[…] datada als idus d'abril del cinquè any de regnat de Carles el Simple que Villanueva estableix l'any 902. Flórez l'esmenta en la seva voluminosa Historia eclesiástica... com a bisbe al Concili de Barcelona (906). Del Concili de Barcelona Idalguer aconseguí que el bisbat deixés de pagar un tribut d'una lliura de plata a l'Arquebisbat de Narbona, imposat per Teodard a Gotmar, el seu antecessor; i que Arnust successor de Teodard imposà de nou a Idalguer.
També consta com a receptor de la donació del comte Guifré feu de l'església d'Olost l'any 909 (dotzè del regnat de Carles, fill de Lluís).
Villanueva esmenta un document amb el seu testament que data del 908 del bisbe on afirma que estava malalt i el mateix Villanueva creu que fou aquesta mateix malaltia la que li impedí assistir al concili de Fontcoberta (Foncuberta) celebrat l'any 911 on es restituïren els drets de l'església d'Urgell que havien estat usurpats per Adulf, bisbe del Pallars. A aquest concili envia el bisbe ausetà a Adabaldus legatus domni Idalcharii. A la mort del Comte Guifré III, fill de Guifré el Pilós, el 26 d'abril del 911 Idalguer fou un dels executors del testament d'aquest el 31 d'octubre. Villanueva situa la mort d'Idalguer als primers mesos de l'any 914, ja que al juny d'aquell any ja consta Jordi com a bisbe de Vic.